# C&Cメディア
株式会社シーアンドシーメディア（英称：C&C Media Co., Ltd.）は、オンラインゲーム運営を行う日本の企業。

## 概要
元々は株式会社アトラスの子会社としてモバイル関連事業、広告代理を中心として発足。その後事業拡大を続け、やがてネットゲーム事業にも参入した。
オンラインゲームポータルサイトである、MK-STYLEを運営している。

## 沿革
- 2001年6月15日 - シーアンドシーメディア設立。
- 2010年4月1日 - 親会社がPERFECT WORLD EUROPE B.V.へ異動。

## オンラインゲーム
- 運営中
  - パーフェクト ワールド -完美世界-
  - Torchlight II -トーチライト2-
  - 幻想神域（X-LEGEND ENTERTAINMENT JAPAN運営、チャネリング）
- 運営終了
  - 三国志-SEKIHEKI- - 2014年3月31日サービス終了。
  - 忍まめ - 2014年3月31日サービス終了。
  - 夢世界 プラス - 2014年3月31日サービス終了。
  - LEGEND of CHUSEN 2 -新世界- - 2015年5月27日サービス終了。
  - VANITY of VANITIES - 2015年5月27日サービス終了。
  - ユグドラシル - 2015年5月27日サービス終了。
  - Forsaken World - 2016年3月31日サービス終了。
- 運営移管
  - Tartaros-タルタロス- - 2014年5月29日にOnNetへ運営を移管。

## スマートフォンアプリ
- ゴーゴーモーモー –GUILD DESTORYER- - 2013年12月配信開始、2017年1月10日サービス終了。コミカルストラテジーゲーム。
- ウオポン
- ウオポン2